# Santa Clara (Novo México)
Santa Clara é uma vila localizada no estado americano de Novo México, no Condado de Grant.

## Demografia
Segundo o censo americano de 2000, a sua população era de 1944 habitantes.
Em 2006, foi estimada uma população de 1840, um decréscimo de 104 (-5.3%).

## Geografia
De acordo com o United States Census Bureau tem uma área de 2,6 km², dos quais 2,6 km² cobertos por terra e 0,0 km² cobertos por água.

## Localidades na vizinhança
O diagrama seguinte representa as localidades num raio de 68 km ao redor de Santa Clara.